# Kerim Tekin
Pour les articles homonymes, voir Tekin.
Kerim Tekin (18 avril 1975, Erzincan - 27 juin 1998, Sandıklı) était un chanteur turc.

## Discographie

### Albums
- 1995 : Kara Gözlüm
- 1997 : Haykırsam Dünyay

### Chanson à succès
- 1995 : Cici Baba
- 1996 : Kara Gözlüm
- 1997 : Kar Beyaz
- 1997 : Haykırsam Dünyaya
- 1998 : Akşamlar

## Filmographie
- 1996 : Mirasyediler (Séries TV)
- 1998 : Yaz Aşkım (Téléfilm)
- 1998 : Kar Beyaz